# AB III
AB III es el tercer álbum de estudio de la banda de rock Alter Bridge, lanzado el 8 de octubre de 2010. Fue producido por Michael "Elvis" Baskette y es un álbum diferente a comparación de los dos anteriores por diversas razones, siendo la principal de ellas el que es un álbum conceptual muy dedicado, algo nuevo para la banda en ese entonces. Es considerado un álbum más dinámico y progresivo musicalmente y, con respecto a las letras, son más oscuras que en álbumes anteriores. AB III es también el primer álbum de Alter Bridge lanzado a través de la discográfica Roadrunner Records, siendo no sólo el tercer lanzamiento de Alter Bridge, sino también el tercero en contar con diferente sello discográfico. El álbum se lanzó a través de Roadrunner Records en todo el mundo a excepción de los Estados Unidos, donde fue lanzado por su misma marca discográfica en asociación con Capitol Records. El primer sencillo, "Isolation", lanzado el 26 de septiembre de 2010 en el Reino Unido y el 9 de noviembre de 2010 en los Estados Unidos, fue el más exitoso de la banda hasta la fecha. AB III es el álbum más exitoso a la fecha y ha recibido aclamaciones generales de los críticos, la más notable proveniente de la compañía de entretenimiento digital en línea Artistdirect, que lo llamó "una pieza maestra".

## Historia
AB III fue escrito entre los años 2008 y 2009, y todas las canciones fueron masterizadas rápidamente. Teniendo cuidado en el arreglo y en el proceso de grabación del álbum, el vocalista Myles Kennedy dijo que la creación de AB III fue diferente a comparación del álbum anterior, Blackbird, debido a que la banda tenía casi seis semanas para grabar y mezclar la música antes de que empezaran a trabajar con su productor, Michael Baskette. Myles Kennedy expresó que "actualmente lo hemos trabajado bien, a pesar de que es una grabación muy espontánea" aludiendo al corto período de tiempo que la banda dispuso para su proyecto. 
El 21 de junio de 2010, la banda anunció que la grabación, mezcla y masterización del álbum fueron terminadas, junto con su título oficial, el nombre de cada pista, la lista de canciones y la carátula. El 9 de agosto de 2010, la banda anunció que el título del álbum, AB III, declarando que es un título "simple, pero efectivo". En el mismo blog publicado, anunciaron las canciones grabadas en el álbum durante el día. Después de ese mes, fue confirmado que el álbum sería lanzado a todo el mundo (excluyendo a Estados Unidos) por la discográfica Roadrunner Records, haciendo que AB III sea el tercer álbum consecutivo lanzado en diferente discográfica. Posteriormente, se confirmó que el lanzamiento del disco en Europa sería el 11 de octubre de 2010. El 6 de octubre de 2010, la banda anunció que el álbum estaba programado para lanzarse al público de Norteamérica el 9 de noviembre de ese mismo año bajo su nueva discográfica, Alter Bridge Recordings, una filial de Capitol Records. AB III  se lanzó primero en Australia, exactamente tres años después del lanzamiento de su disco anterior, el 8 de octubre de 2010.
Las canciones tituladas "Zero" y "Home" fueron incluidas en la versión Estadounidense del álbum como "bonus tracks" (o canciones extra). En la versión japonesa contiene la canción "Never Born to Follow" como pista adicional. El guitarrista Mark Tremonti expresó que este álbum podría ser el último álbum de estudio de la banda, y que en un futuro podrían lanzar discos digitalmente o en forma de EP.

## Composición y letras
AB III, se describió inicialmente por la banda como muy "dark", pesada y dinámica, sus letras también son una grabación muy "dark", muy distinto de los primeros dos álbumes, One Day Remains y Blackbird, en términos de materia subjetiva. Es un álbum conceptual muy dedicado, que es algo nuevo para los miembros de Alter Bridge y que habla acerca de un personaje "muy desesperado por encontrar su lugar en un mundo saturado de vacío y de dudas", al mismo tiempo, los otros dos temas en los que se enfoca principalmente el álbum son "la esperanza y la perseverancia que encaran a la adversidad." Kennedy ha dicho que el álbum "toca los pensamientos y las emociones de quienes se preguntan todo lo que fue una vez considerado como una verdad absoluta" y eso es acerca de "la realización en la que tu una vez consideraste que no podía existir." De esta forma, en AB III, hay canciones que tocan otras emociones como bien sería la canción "Wonderful Life", una canción que habla de un hombre que pierde a su mujer cuando esta fallece.
La grabación también está mucho más arreglada, progresiva, y dinámica que sus primeros dos álbumes y muchas revisiones que han hecho los críticos la han etiquetado como metal progresivo.
Kennedy toca más la guitarra principal (ver guitarra líder) en este álbum a comparación con el álbum Blackbird (album) y dijo que él estaba haciendo cosas que no había hecho desde hace mucho tiempo, como ser guitarrista." La voz de Tremonti también es algo prominente comparado con los lanzamientos anteriores de la banda, siendo el quién también participa en el canto junto a Kennedy en la canción "Words Darker Than Their Wings."

## Recepción y tabla de calificaciones profesionales
| Fuente                  | Calificación  |
| ----------------------- | ------------- |
| AllMusic                | [ 13 ]        |
| Artistdirect            | [ 6 ]         |
| Dead Press!             | [ 14 ]        |
| Kerrang!                | 3/5 estrellas |
| Reflections of Darkness | [ 15 ]        |
| Rock Sound              | [ 16 ]        |
| Type 3 Media            | [ 17 ]        |
| Total Guitar            | [#207, p.27]  |

AB III ha recibido revisiones muy positivas. Rob Laing de MusicRadar la ovaciono y la llamó "uno de los mejores álbumes de guitarra del año." Claudia Falzone de Outune.net, un sitio italiano de internet de música, también ovaciono el álbum y dijo que "revela el otro lado impredecible" de la banda, pero que debido a eso, "El fan más nuevo de la banda no podría recibir inmediatamente la grabación de buena forma" y que la grabación "requerirá más de una o dos veces para ser apreciada y entenderla a la perfección".
Petra Whiteley del sitio Reflections of Darkness lo llamó "impresionante" y "codiciado", y declaró que "la musicalización de este álbum esta siempre dispuesto a ser muy bueno por excelencia". Ella también ovaciono a la banda diciendo que "Ellos están más interesados en hacer música y la autenticidad de su arte y su integridad son lo más importante para ellos que el lado comercial que conlleva". Más tarde ella dijo que la banda " llegará lejos y no debería perdérselo".
Rick Florino de Artistdirect le dio a la grabación una revisión extremadamente positiva, 5 de 5, una puntuación perfecta. Él dijo que es "una de las mejores grabaciones de rock del 2010" y la llamó una "gran pieza maestra que ilumina lo tan brillante que es la banda" y "la fuerza inmensa de un álbum que la banda pone por siempre en el panteón del Rock 'n' Roll". Agregó lo siguiente en una entrevista con Myles Kennedy diciendo que el álbum " debería ser lo mejor de la música Rock en el siglo 21" y diciendo que "esta banda se quedará junto con los más importantes en su genero".
Entertainment Focus también revisó el álbum positivamente diciendo: "En general este es un gran álbum que pone a la banda pisando cerca hacia otro nivel". También, el crítico anotó que el álbum "probará a quienes escuchen sus canciones" y que "los fans encontraran a este álbum un poco más difícil de digerir que en los dos álbumes anteriores". El contrapuntista llamado AB III "es una gran meta lograda y posiblemente el mejor álbum del rock pesado del año".
También, no todas las revisiones han sido positivas. Un crítico de Type 3 Media dijo, "En general AB III es el trabajo de un gran esfuerzo, pero quizás no llene las expectativas de anteriores lanzamientos de la banda".
En poco tiempo, AB III ha tenido las mejores puntuaciones que en cualquier álbum anterior. En el primer día del lanzamiento, AB III alcanzó la posición #1 como álbum de rock y el #4 en toda la tienda en línea de iTunes (ver iTunes Store) en Alemania. En Australia, alcanzó la posición #2 como álbum de rock. El 17 de octubre de 2010 AB III alcanzó la posición #9 en el Reino Unido en las listas de mejor álbum y el #1 en las listas de álbum de rock. AB III alcanzó el #1 como álbum de rock y el #2 en toda la tienda de iTunes en los Estados Unidos.[cita requerida] En la semana del 27 de noviembre de 2010, el álbum alcanzó la posición #17 en la lista del Billboard 200.

## Listado de canciones
| N.º | Título                               | Duración |  |
| 1.  | «Slip To The Void»                   | 4:55     |  |
| 2.  | «Isolation»                          | 4:15     |  |
| 3.  | «Ghost Of Days Gone By»              | 4:26     |  |
| 4.  | «All Hope Is Gone»                   | 4:51     |  |
| 5.  | «Still Remains»                      | 4:47     |  |
| 6.  | «Make It Right»                      | 4:18     |  |
| 7.  | «Wonderful Life»                     | 5:22     |  |
| 8.  | «I Know It Hurts»                    | 3:57     |  |
| 9.  | «Show Me a Sign»                     | 5:58     |  |
| 10. | «Fallout»                            | 4:24     |  |
| 11. | «Breathe Again»                      | 4:24     |  |
| 12. | «Coeur D'Alene»                      | 4:33     |  |
| 13. | «Life Must Go On»                    | 4:34     |  |
| 14. | «Words Darker Than Their Wings»      | 5:21     |  |
| 15. | «Zero» (Bonus Track)                 | 4:39     |  |
| 16. | «Home» (Bonus Track)                 | 3:29     |  |
| 17. | «Never Born To Follow» (Bonus Track) | 4:06     |  |

## Integrantes y grupo técnico
Alter Bridge
- Myles Kennedy — Voz principal, guitarra rítmica
- Mark Tremonti — Guitarra principal, Voz de fondo
- Brian Marshall — Bajo
- Scott Phillips — Batería

Músicos adicionales
- Arreglo de las cuerdas por Michael "Elvis" Baskette y Dave Holdredge

Producción
- Michael "Elvis" Baskette — Productor discográfico
- Brian Sperber — Mezcla del álbum[24]
- Ted Jensen — Masterización[25]
- Daniel Tremonti — Cubierta del álbum
- Jef Moll — Asistente
- Tony Adams — Técnico en la Batería

## Historia de lanzamiento
| Region              | Release date            | Label                    |
| ------------------- | ----------------------- | ------------------------ |
| Australia, Alemania | 8 de octubre de 2010    | Roadrunner               |
| Reino Unido         | 11 de octubre de 2010   | Roadrunner               |
| Estados Unidos      | 9 de noviembre de 2010  | Alter Bridge/EMI/Capitol |
| Japón               | 24 de noviembre de 2010 | Roadrunner               |